# Tibouchina urvilleana
Espèce
Classification phylogénétique
Tibouchina urvilleana est une espèce de plantes à fleurs de la famille des Melastomataceae (synonyme Melastomaceae ). C'est un arbre tropical pouvant atteindre 15 m de haut originaire du Brésil très apprécié pour son abondante floraison violette.
Cette plante est très appréciée pour ses grandes fleurs. Elle est souvent commercialisée sous le nom de Fleur araignée en raison de ses étamines articulées, en forme de faucille, évoquant des pattes d'araignée.
C'est une plante envahissante dans les climats tropicaux notamment à La Réunion.

## Galerie

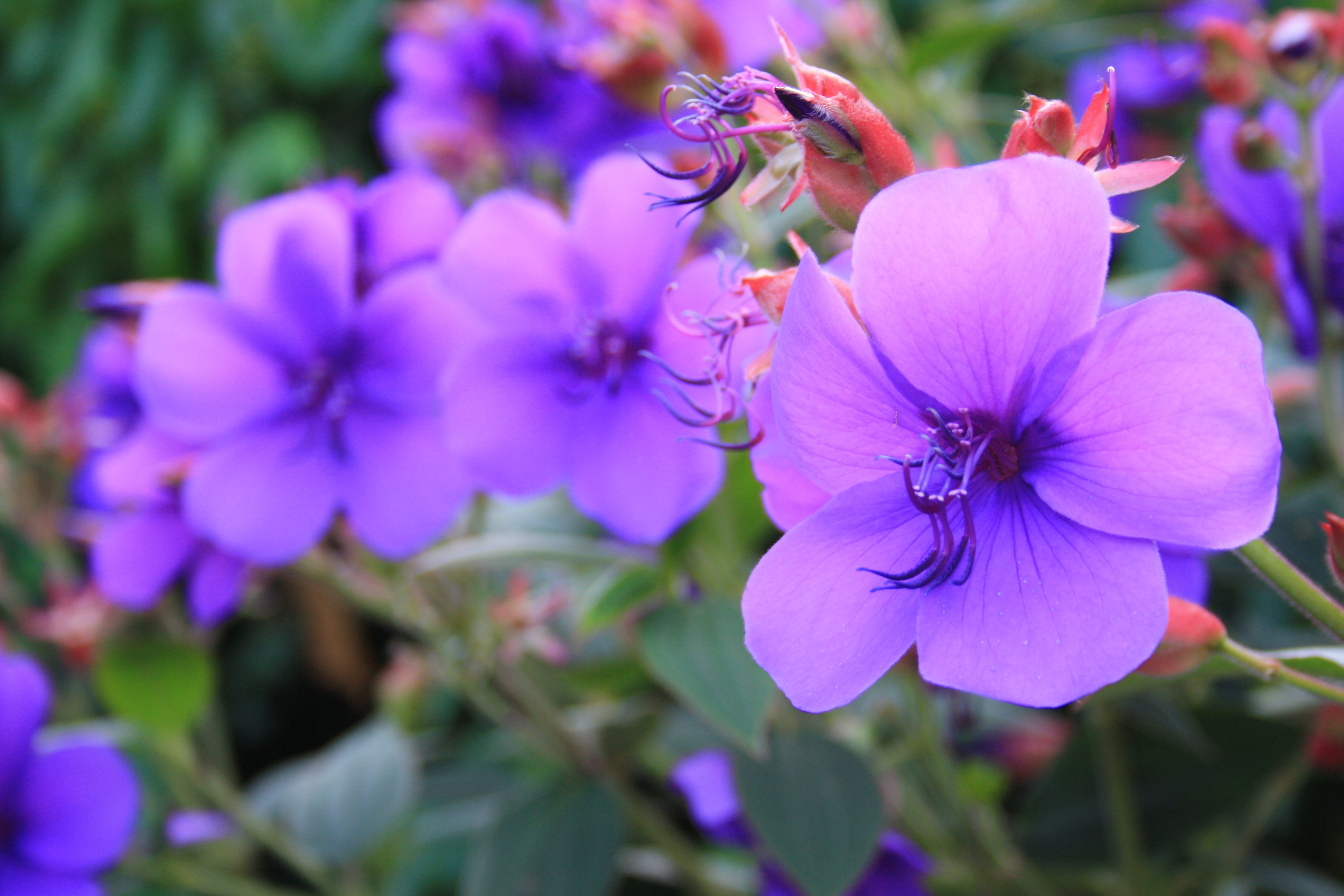
Fleur araignée.